# Battaglia di Ghazni (998)
La battaglia di Ghazni fu combattuta nel 998 tra le forze ghaznavidi dell'emiro Ismail di Ghazni e le forze ribelli del fratello maggiore Mahmud di Ghazni.
Mentre Mahmud, coinvolto nella guerra civile dei Samanidi, si trovava a Nishapur, l'emiro Sabuktigin di Ghazni, in punto di morte, designò Ismail come suo successore .
Mahmud contestò il diritto al trono di Ismail, cedette il comando di Nishapur allo zio Borghuz e al fratello minore Nur-ud-Din Yusuf e marciò su Ghazni, dove i due eserciti si scontrarono: quello di Ismail comprendeva anche degli elefanti. La battaglia fu lunga e combattuta, ma al momento opportuno Mahmud caricò il centro di Ismail che si disgregò. Mahmud fece prigioniero il fratello e divenne emiro di Ghazni.